# Tondano
Pour les articles homonymes, voir Tondano (homonymie).
 (octobre 2015).
Si vous disposez d'ouvrages ou d'articles de référence ou si vous connaissez des sites web de qualité traitant du thème abordé ici, merci de compléter l'article en donnant les références utiles à sa vérifiabilité et en les liant à la section « Notes et références ».
Tondano est une ville d'Indonésie dans l'île de Sulawesi. C'est la capitale du kabupaten de Minahasa, dans la province de Sulawesi du Nord. Centre historique du peuple Minahasa, elle est aussi la capitale culturelle de la région et des langues minahasanes.

## Histoire
La ville est l'un des plus anciens lieu de peuplement de la région, et était la cité la plus importante durant la période pré-coloniale.
Plusieurs incidents ont eu lieu durant le processus de colonisation, ayant conduit aux guerres de Tonado (Perang Tondano).
C'est à la suite du dernier de ces conflits que la Compagnie néerlandaise des Indes orientales décide d'installer la capitale à Manado, à proximité du fort Amsterdam.
Fortement remodelée au début du XXe siècle, elle est structurée selon les standards occidentaux, avec des rues larges et aérées, des égouts et des trottoirs.

## Situation
Située sur la rive nord du lac du même nom, elle se trouve sur un ancien volcan. Du fait de son altitude et de la proximité de cette grande étendue d'eau (48 km2), elle bénéficie d'un climat frais très différent du reste du pays. Elle est entourée de rizières.
Elle se situe à mi-chemin entre Manado, la capitale régionale, et Bitung, plus important port de la région.

## Personnalités liées à la ville
- Willy Lasut (1926-2003), officier militaire et homme politique indonésien, est né à Tondano.
- Rima Melati (1937-2022), actrice, modèle et chanteuse, est née à Tondano.
- Sam Ratulangi, héros de l'indépendance et premier gouverneur de Sulawesi est né et a passé son enfance à Tondano.